# North Castle
North Castle es un municipio situado en el condado de Westchester, en el estado de Nueva York, Estados Unidos. Tiene una población estimada, a mediados de 2023, de 12 036 habitantes.

## Geografía
Está ubicado en las coordenadas 41°08′11″N 73°41′26″O / 41.13639, -73.69056 (41.136325, -73.6905).Según la Oficina del Censo, tiene una superficie total de 67.81 km², de los cuales 61.47 km² corresponden a tierra firme y 6.34 km² están cubiertos de agua.

## Demografía
Según la estimación 2019-2023 de la Oficina del Censo, los ingresos medios de los hogares son de $201,935 y los ingresos medios de las familias son de eran $246,667. Los ingresos per cápita en los últimos doce meses, medidos en dólares de 2023, son de $114,885. Alrededor del 3.3% de la población está por debajo de la línea de pobreza.

## Localidades
- Armonk